# Camberwell
Camberwell là một quận nằm ở phía nam Luân Đôn, Anh, là một phần của Khu Southwark của Luân Đôn. Camberwell là một quận nội thành với mật độ xây dựng cao, nằm cách 2,7 dặm (4,3 km) về phía đông nam của Charing Cross. Về phía tây, Camberwell giáp ranh với Khu Lambeth của Luân Đôn.